# Fauske (plaats)

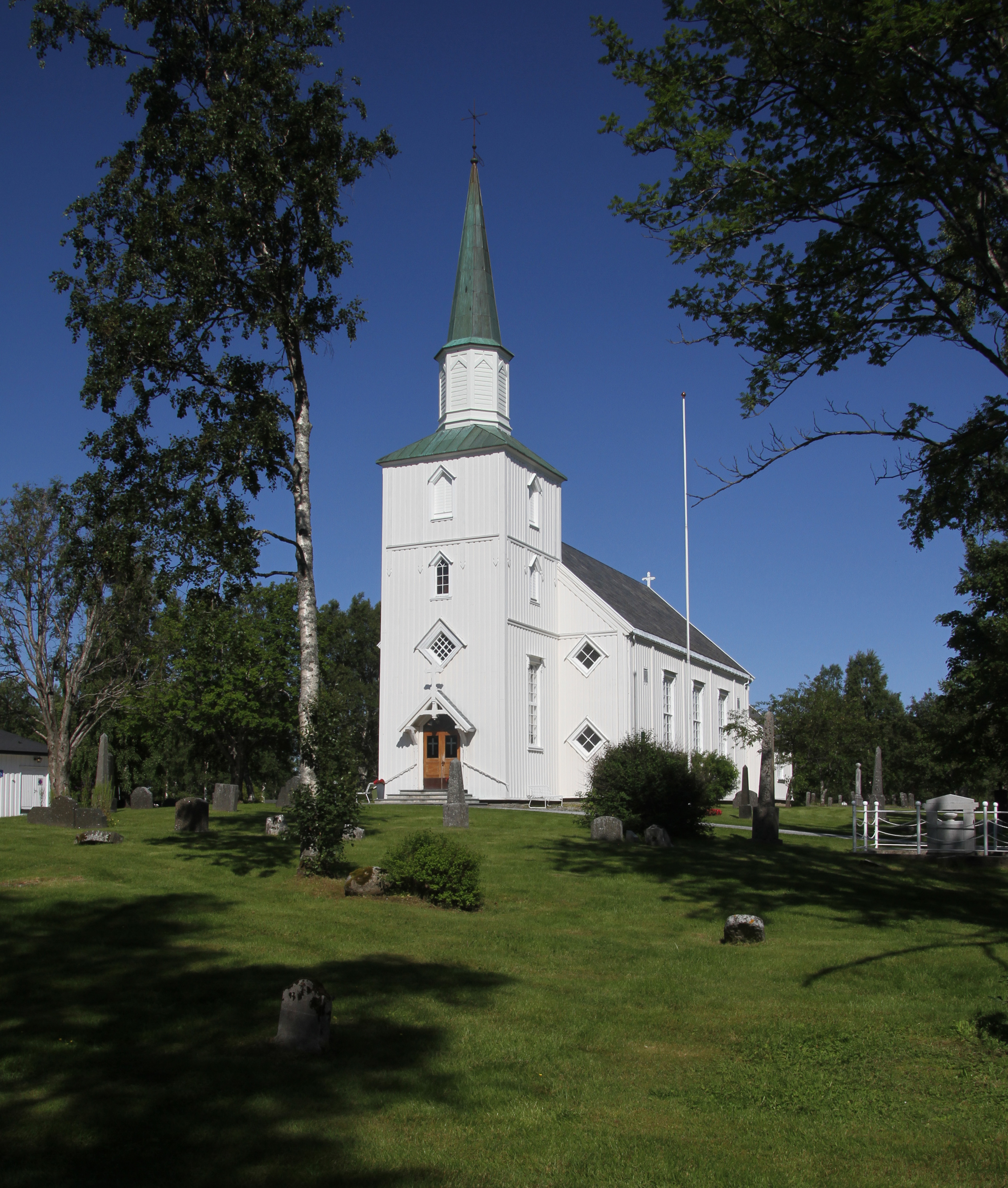

Fauske is een plaats in de gelijknamige gemeente in de Noorse provincie Nordland. Fauske telt 5.901 inwoners (2007) en heeft een oppervlakte van 4,61 km².
De stad (oorspronkelijk een parochie) is vernoemd naar de oude Fauske-boerderij (Oudnoords: Fauskar), sinds de eerste Fauske-kerk daar in 1867 werd gebouwd. De naam is de meervoudsvorm van fauskr, wat 'oude en rotte boom' betekent.

## Geboren in Fauske
- Alexander Os (1980), biatleet